# Palácio República dos Palmares
O Palácio República dos Palmares é um edifício público onde funciona a governadoria do estado brasileiro de Alagoas.

## História
O palácio foi inaugurado em  2006, no governo de Ronaldo Lessa e sua denominação é em alusão ao fato histórico do Quilombo dos Palmares, uma rebelião de povos escravos que ocorreu no Brasil colônia, na figura de Zumbi dos Palmares.
Antes a sede do governo estadual funcionava no Palácio Floriano Peixoto, atual Museu Histórico de Alagoas.